# ريك لويس
ريك لويس (بالإنجليزية: Rick Lewis)‏ هو مهندس ومعلق رياضي أمريكي، ولد في 1960 في وينتر هافن في الولايات المتحدة، وتوفي في 2001.